# レジャーホテル
レジャーホテルとは、風俗営業法で規定されたラブホテルと、その条件に当てはまらないレジャー利用を目的としたホテルを含めた呼称。
レジャーホテルは、恋人や夫婦などのカップル利用のほか、国内観光宿泊利用、ビジネス出張宿泊利用、訪日外国人観光宿泊利用など多岐にわたる用途で利用されており、近年では民泊同様に旅行予約サイトからの予約も可能となっている。
2013年頃からは女子だけで集まり、パーティー目的で利用する女子会のような利用のしかたが広がっている。

## 業界誌
業界誌は以下のものがある。
- 季刊 レジャーホテル（綜合ユニコム株式会社）[4]

かつてはLH-NEXT（株式会社テイダン）も季刊誌として存在した。

## 業界団体
主な業界団体として一般社団法人日本レジャーホテル協会があり、2022年3月時点で全国2,030店舗が加盟している。他に一般社団法人北海道レジャーホテル協会など、各都道府県ごとに組織が作られている傾向がある。